# 西洞町 (瀬戸市)
西洞町（にしぼらちょう）は、愛知県瀬戸市古瀬戸連区の町名。丁番を持たない単独町名である。

## 地理
- 瀬戸市の中央部に位置する[8]。西を仲郷町・東郷町、北を仲洞町、東を南東町、南を中山町と隣接している[8]。
- 陶磁器関係の中小工場と住宅が混在する[8]。

### 河川
- 寺本川（瀬戸川支流） ： 町の北端部、仲洞町との町境を西流している。

- 寺本川（西洞町内）

### 学区
市立小・中学校に通う場合、学区は以下の通りとなる。また、公立高等学校普通科に通う場合の学区は以下の通りとなる。
| 番・番地等 | 小学校                 | 中学校                 | 高等学校 |
| ---------- | ---------------------- | ---------------------- | -------- |
| 全域       | 瀬戸市立にじの丘小学校 | 瀬戸市立にじの丘中学校 | 尾張学区 |

## 歴史

### 町名の由来
山地の谷が行きづまる所を洞と呼び、瀬戸村東部にある宝泉寺の南方を通称「洞」と呼んでいた。その洞地区の西側にあたることから、町名設定の際に西洞町としたという。

### 沿革
- 1942年（昭和17年）1月9日 - 瀬戸市大字瀬戸字一里塚・仲洞・東郷の各一部により、同市西洞町として成立[2]。

## 世帯数と人口
2025年（令和7年）2月1日現在の世帯数と人口は以下の通りである。
| 町丁   | 世帯数 | 人口 |
| ------ | ------ | ---- |
| 西洞町 | 54世帯 | 94人 |

### 人口の変遷
国勢調査による人口の推移
| 1995年（平成7年）  | 201人 | [ 12 ] |  |
| 2000年（平成12年） | 164人 | [ 13 ] |  |
| 2005年（平成17年） | 143人 | [ 14 ] |  |
| 2010年（平成22年） | 123人 | [ 15 ] |  |
| 2015年（平成27年） | 107人 | [ 16 ] |  |
| 2020年（令和2年）  | 127人 | [ 17 ] |  |

### 世帯数の変遷
国勢調査による世帯数の推移。
| 1995年（平成7年）  | 67世帯 | [ 12 ] |  |
| 2000年（平成12年） | 65世帯 | [ 13 ] |  |
| 2005年（平成17年） | 62世帯 | [ 14 ] |  |
| 2010年（平成22年） | 55世帯 | [ 15 ] |  |
| 2015年（平成27年） | 51世帯 | [ 16 ] |  |
| 2020年（令和2年）  | 51世帯 | [ 17 ] |  |

## 交通

### 鉄道
町内に鉄道は走っていない。最寄り駅は名鉄瀬戸線尾張瀬戸駅になる。

### バス
町内にバスは走っていない。最寄りのバス停は、名鉄バス「しなの線（瀬戸北線）」【1】【1H】【2】【2H】【3】【4】系統、同「本地ヶ原線」【10】系統の陶祖公園バス停になる。

### 道路
町内に国道・県道は走っていない。

## 施設
- ゴールドエイジ瀬戸 ： 個別ケアと生活リハビリを強みにした高齢者住宅[18]。全28室[18]。

- ゴールドエイジ瀬戸

## その他

### 日本郵便
- 郵便番号 : 489-0837[6]（集配局：瀬戸郵便局[19]）。